# 토머스 해리스
토머스 해리스(영어: William Thomas Harris, 1940년 4월 11일 ~ )는 미국의 작가이다. 테네시주 잭슨 태생으로 지방지를 거쳐 뉴욕 AP 통신사에서 기자로 활동했던 경력을 가지고 있다. 1975년 장편소설 《블랙 선데이》로 데뷔하여 베스트셀러 작가로 떠올랐다. 천재적인 범죄자 한니발 렉터 박사를 주인공으로 하는 사이코 스릴러 소설 시리즈를 발표했으며 그 중에서도 조디 포스터 주연의 영화로 잘 알려진 《양들의 침묵》이 가장 유명하다. 동 작품으로 브람 스토커 상을 수상했다.

## 작품
데뷔 이후 총 다섯 편의 작품을 발표했으며 모두 영화화되었다.
- 《블랙 선데이》(Black Sunday, 1975)
- 《레드 드래곤》(Red Dragon, 1981) 한니발 렉터 시리즈
- 《양들의 침묵》(The Silence of the Lambs, 1988) 한니발 렉터 시리즈
- 《한니발》(Hannbal, 1999) 한니발 렉터 시리즈
- 《한니발 라이징》(Hannibal Rising, 2006) 한니발 렉터 시리즈